# Émile Boiteau
Pour les articles homonymes, voir Boiteau.
Émile Boiteau, né le 28 avril 1898 à Québec et mort le 1er avril 1974 à Montréal, est un notaire et homme politique québécois. 

## Biographie
Il a été conseiller du quartier Saint-Jean-Baptiste no 2 de Québec de 1936 à 1938. Il a été notaire public avec un bureau situé au 405, rue Saint-Jean à Québec. Il a été maire de Sainte-Foy  de 1941 à 1957.

## Hommages
Une rue a été nommée en son honneur, dans la ville de Sainte-Foy, en 1984. La rue est maintenant présente dans la ville de Québec.